# Рухолла Мусаві Хомейні
Рухолла́ Мусаві́ Хомейні́ (перс. روح‌الله خمینی; 17 травня 1900 або 1898 або 1903, Персія — 3 червня 1989, Тегеран, Іран) — іранський державний діяч, аятола, рахбар (вождь), лідер ісламської революції 1979 року в Ірані. Верховний лідер Ірану з 1979 по 1989 рр.

## Біографія
Вже в самому імені для іранця-шиїта міститься багато відомостей. Рухолла означає «Божий дух»[джерело?]. Мусаві, що перейшло з імені батька сеїда Мустафи Мусаві, говорить, що його рід сходить до сьомого святого й непорочного імама Муси Казема, а отже до пророка Мухаммеда.
Сеїду Рухоллі було 5 місяців, коли його батька вбили. Після смерті батька хлопчиком опікувалися мати та сестра батька. Проте коли хлопчикові минуло 15 років, його мати померла.
Здобув початкову освіту в місцевих школах. Потім почав вивчати арабську граматику і логіку у свого старшого брата Сеїда Мортазі, відомого як аятола Пасандіде. У 1920 році він поїхав у місто Ерак і почав учитися в релігійній школі цього міста, якою керував аятола Сеїд Абдолькарим Хаері. До 1926 року він пройшов усі рівні навчання й під керівництвом аятоли Хаері здобув ступінь муджтахида, після чого почав викладати в Кумі.
Викладав в Кумі, в 50-ті роки отримав титул «аятола». З 1963 року перебував в опозиції до шахського режиму Ірану. Його арешт спричинив найбільші заворушення за десятиліття — понад 1000 вбитих. Влада вислала його до Туреччини, потім переїхав до Іраку, в 1978 році — до Парижа.
У січні 1979 року очолив ісламську революцію в Ірані. За два тижні після втечі шаха, 1 лютого 1979 року, повернувся до Ірану. 11 лютого призначив тимчасовий уряд на чолі з Мехді Базарганом.
Відповідно до Конституції, ухваленої в грудні 1979 року, обійняв посаду Верховного лідера Ісламської Республіки Іран. Проживав у місті Кумі, але діяльно брав участь у політичному житті країни.
З іноземних політичних лідерів зустрічався тільки з Ясіром Арафатом й Едуардом Шеварднадзе. На численні вітальні телеграми Леоніда Брежнєва не відповідав.
Протягом правління підтримував експорт ісламської революції в країни регіону, розглядаючи як можливість такого ірано-іракську війну. Коли в серпні 1988 року він погодився припинити війни з Іраком, те рішення далося йому важко, «як випити чашу з отрутою».
Помер 3 червня 1989 року. Поховано в мавзолеї на кладовищі Бехеште-Захра. На його похорон зібралося близько 10 млн осіб.

## Релігійна й політична діяльність
Широка й відкрита політична діяльність імама починається в 1962 році, коли шахський прем'єр-міністр Амір Асадолла Алам затвердив на засіданні уряду законопроєкт про регіональні й місцеві товариства. У законопроєкті містилися умови обрання членів цих товариств, що мали секуляристський характер. Зокрема, в документі мовилося, що обрані депутати повинні перед початком праці присягнути на Священному писанні, а не на священному Корані. Саме тому досвідчені улеми й духовні особи розвернули широку боротьбу проти цього закону, яку очолив імам Хомейні.
За рекомендацією президента США 8 січня 1963 року шах оголосив про проведення референдуму щодо реформ т. зв. «білої революції», а вже 31 січня 1963 року імам Хомейні закликав бойкотувати шахський референдум, назвавши його таким, що не має цінності з погляду ісламських норм і Конституції країни. Після заяви, що пролунала за 4 дні до проведення референдуму, почалися широкомасштабні виступи на підтримку імама, проте їх придушила поліція й шах провів референдум 25 січня 1963 року. Після цього, не скупившись на методи в низці заходів, шахський режим підсилював тиск на духівництво. Незабаром працівники САВАК (Організації інформації та безпеки країни) таємно проникли в будинок імама й заарештували його, відіславши до того ж до Тегерана.
Арешт Хомейні спричинив масові виступи в найбільших містах Ірану. Після двомісячного тюремного ув'язнення імама випустили під нагляд поліції. У вересні 1964 року внаслідок посилення американського впливу в Ірані й розширення діяльності американських військових радників уряд Хасаналі Мансура ухвалив закон про екстериторіальність американських громадян.
Реакція була негайна. 25 жовтня, в день народження шаха, імам Хомейні засудив ці дії уряду. Після того стався ще один арешт, імама відіслали до Тегерана, звідки вислали до Туреччини. Так почалася п'ятнадцятирічна розлука з батьківщиною. Одночасно з висилкою імама арештували його сина Сеїда Мостафу Хомейні й після недовгого тюремного ув'язнення також вислали до Туреччини.
У 1965 році імам Хомейні разом зі своїм сином вирушив з Туреччини до Іраку, де повів свою боротьбу далі. Важливим моментом перебування імама в Іраку було те, що він не вступав ні в які стосунки з шахським режимом. Знайдені документи в архівах САВАК свідчать про те, що імам неодноразово отримував такі пропозиції від режиму, але щоразу відмовлявся від співпраці. 22 жовтня 1977 року при загадкових обставинах гине імамів син Мостафа Хомейні, що спричинило широкий резонанс у країні. Ім'я імама набувало щоразу більший авторитет у народі і з метою його підриву 6 січня 1978 за особистим наказом Мохаммада Рези Пахлаві і його двору в газеті «Еттелаат» було надруковано статтю з образами й наклепами на адресу імама Хомейні. Народ не міг знести таких образ у бік свого духовного лідера й вийшов на маніфестації. Натхненні послання й суворі промови імама Хомейні додали нової сили революційному рухові. У пошуках укриття імам вирушив спочатку до Кувейту, але уряд цієї країни не прийняв його й на пораду соратників він оселився в паризькому передмісті Нофль-ле-Шато у Франції. Революційний прорив в Ірані став очевидним і ці обставини змусили хворого на рак крові шаха, під приводом відпочинку, залишити країну.

## Ісламська революція
Ця обставина створила можливість для повернення імама Хомейні до Ірану. 31 січня 1979 року після довгих років вигнання разом із групою своїх прихильників імам повернувся на батьківщину. Приїзд імама сильно вплинув на становище в країні: шахський режим не протримався й 10 днів, 11 лютого 1979 року впали всі його опори й усі органи державної влади перейшли в руки революційних ісламських сил.
Після перемоги Ісламської революції почався новий етап у керівній ролі імама Хомейні для іранського народу.
Було проведено загальний референдум про створення Ісламської Республіки Іран (Джомхурі-є Ісламі-є Іран). Створювано комісії та комітети з різних, важливих питань керівництва державою. За указом Хомейні було створено «Корпус вартових Ісламської революції».
Аятола Хомейні став першим духовним лідером Ісламської Республіки Іран (ІРІ). Його резиденція містилася в шиїтському центрі Ірану — місті Кумі. Проте 1980 року, після перенесеного інфаркту, він переїхав у передмістя Тегерана.
Було прийнято розроблену від Хомейні нову Конституцію республіки, що надала йому найвищу владу як «найвищому духовному авторитетові». У країні було введено ісламські закони, повну ісламізацію всіх сторін суспільного життя — політики, економіки й культури. Головними ставали морально-етичні закони шаріату: жінкам заборонили носити неприписаний мусульманкам одяг, заборонено спиртні напої та більшість західних фільмів. Під заборону підпали навіть шахи, які визнано «азартною та шкідливою» грою. Було введено систему ісламського судочинства, що ґрунтується на засадах Корану й шаріату. Почалася боротьба з придушення лівої опозиції та організацій національних меншин.
4 листопада 1979 прихильники аятоли Хомейні захопили посольство США в Тегерані, вимагаючи повернути в країну колишнього шаха Мухаммеда Резу Пехлеві, що знайшов притулок в Америці. Попри всі зусилля адміністрації США, включаючи спробу звільнення збройним шляхом, 52-х американських заручників було відпущено тільки за 444 дні, в січні 1981, за кілька хвилин після інавгурації нового президента США Рональда Рейгана, що змінив на цій посаді Джиммі Картера.
Аятола особисто керував політикою країни, призначаючи членів Ради з нагляду за здійсненням конституції. Розв'язана за сприяння США Ірано-іракська війна (1980—1988) виснажила країну, але водночас ще більш згуртувала прихильників Хомейні. Ірану врешті-решт довелося підписати резолюцію № 598 Ради Безпеки ООН про припинення вогню в липні 1987 й погодитися з умовами мирного договору, що максимально враховував інтереси Іраку.
14 лютого 1989 аятола Хомейні віддав наказ про фізичне знищення письменника Салмана Рушді, книжку якого «Сатанинські вірші» мусульмани-фундаменталісти визнали за образливу для ісламу.
Після обширного інфаркту 1980 Хомейні разом із сім'єю поселився в передмісті Тегерана, де й помер 3 червня 1989. Аятолу Хомейні було поховано в мавзолеї, що стоїть у 8-х км на південь від Тегерана і за 25 км від міжнародного аеропорту імені імама Хомейні, біля військового кладовища Бехеште-Захра.

## Галерея

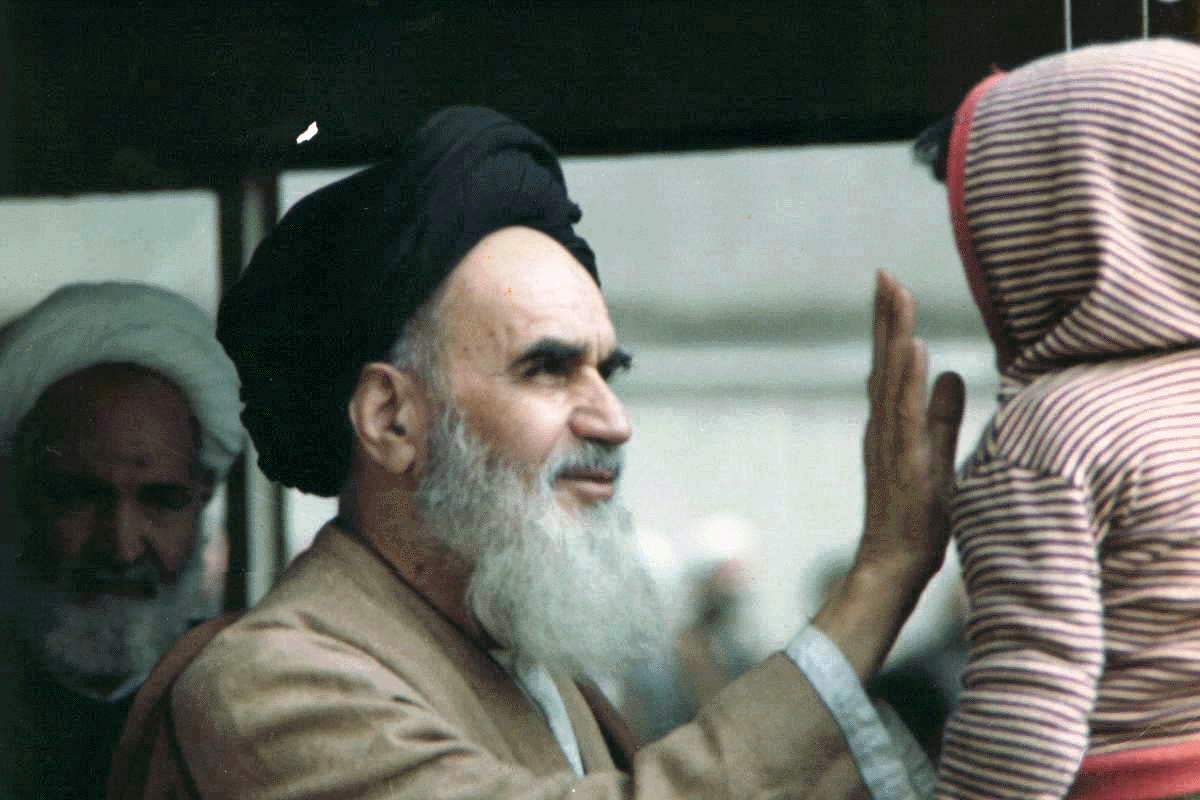
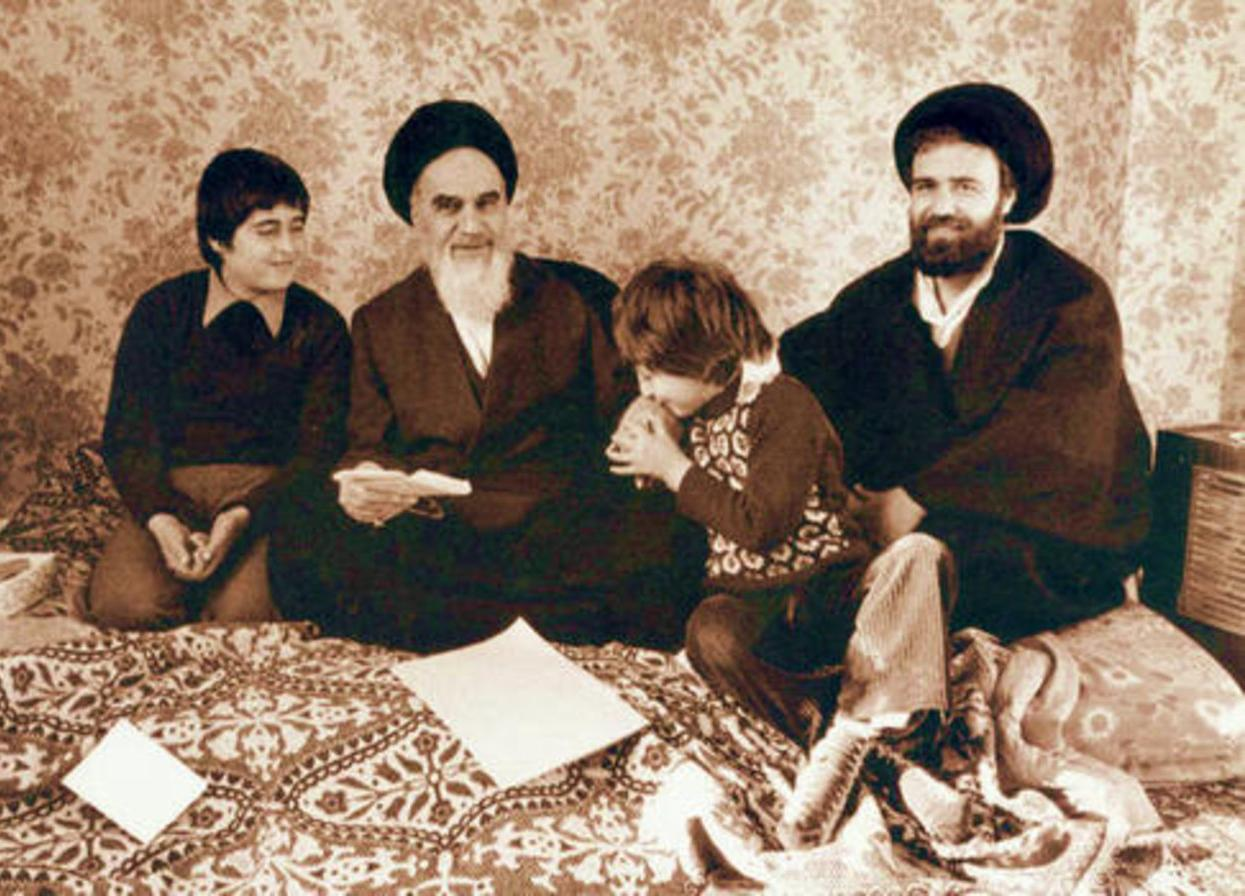
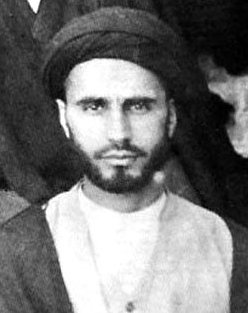
В молодості
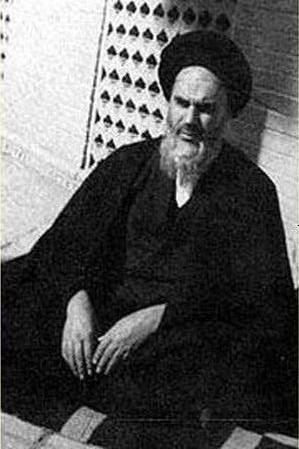
У рідному Кумі
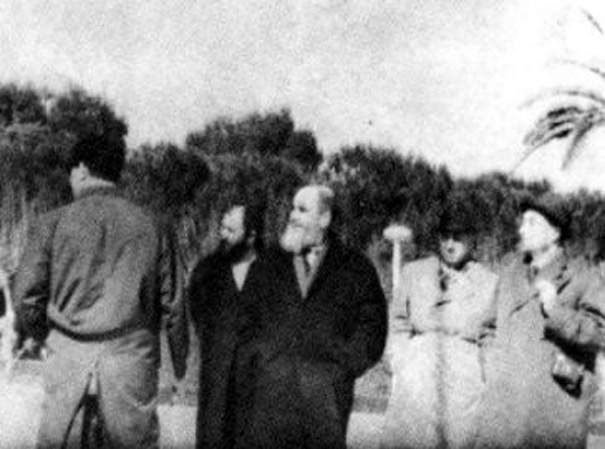
У Туреччині
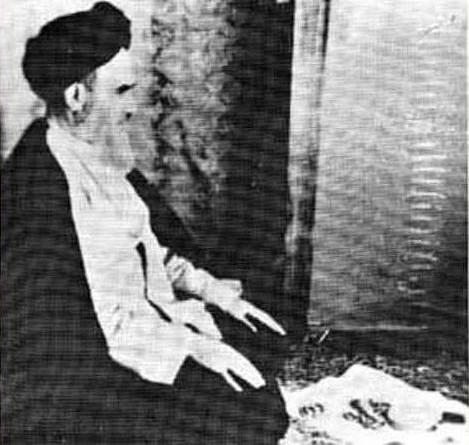
Молиться
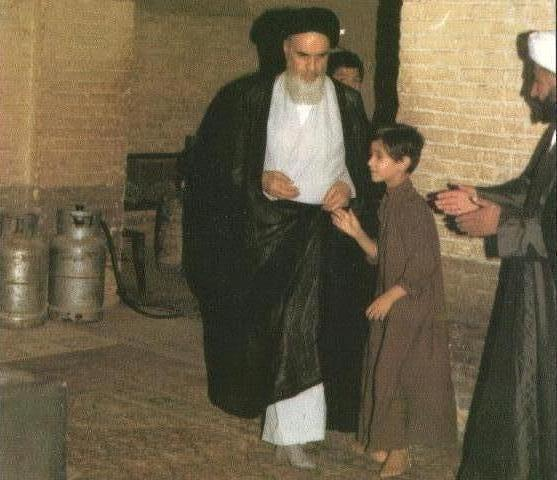
В Іраці
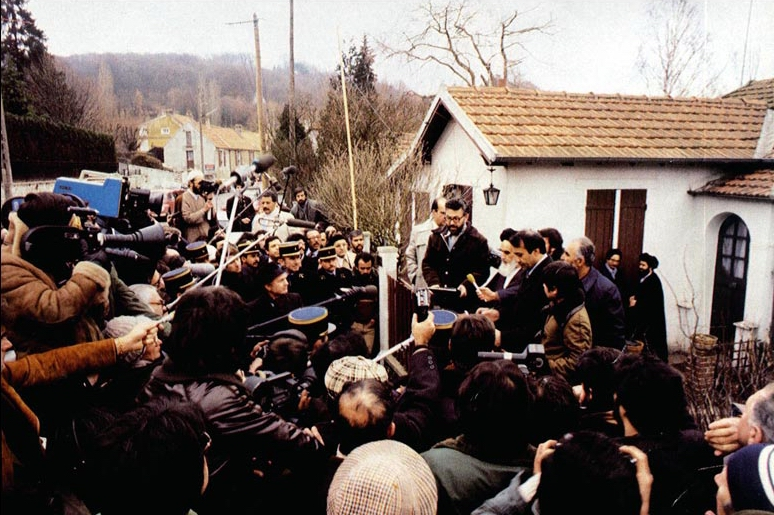
У Парижі
Молиться